# Arthur Rimbaud (rose)
'Arthur Rimbaud' est un cultivar de rosier obtenu en France en 2008 par la maison Meilland. Il a été baptisé du nom du poète Arthur Rimbaud (1854-1891).

## Description
'Arthur Rimbaud' est une rose moderne hybride de thé. Son buisson érigé peut mesurer de 90 cm à 130 cm de hauteur. Son feuillage est vert foncé et d'aspect vernissé. Ses grandes fleurs sont de différentes nuances de couleur rose saumoné, dont les revers pâlissent au soleil, et sont fortement parfumées. Elles comportent 80 pétales pour un diamètre de 4,75" (12 cm). 'Arthur Rimbaud' fleurit par vagues de la fin du printemps aux premières gelées. C'est une fleur particulièrement spectaculaire à la floribondité exceptionnelle, ce qui en fait l'une des favorites des jardiniers.
Sa zone de rusticité est de 7b à 10b; c'est donc une plante vigoureuse résistante au gel. 

## Distinctions
- Plus Belle Rose des Dames et Certificat à Genève, 1998 ;
- Médaille d'argent à Lyon, 1998 ;
- Prix du Parfum des Dames à Hradec Králové, 2007 ;
- Premier prix à Hradec Králové 2008 ;
- Prix d’honneur à Nantes, 2010 ;
- Prix d’honneur à Hradec Králové, 2010.